# Wanderlust (album)
Wanderlust (zapis stylizowany: ШАNDԐЯLUЅT) – piąty studyjny album brytyjskiej piosenkarki Sophie Ellis-Bextor, wydany w 2014 roku niezależnie przez wytwórnię EBGB's.
Album wyznaczył nagłą zmianę stylu w twórczości Sophie, odchodząc od tanecznego repertuaru w kierunku brzmienia indiepopowego, włączając elementy folku, nurtu baroque pop oraz muzyki symfonicznej. Częściowo nawiązywał do kultury Europy Wschodniej. Płyta otrzymała mieszane recenzje, jednak była sukcesem wydawnicznym w Wielkiej Brytanii, gdzie dotarła do miejsca 4. i zdobyła status srebrnej za sprzedaż 60 tys. egzemplarzy. Pierwszy singel, „Young Blood”, uplasował się w brytyjskim top 40, jednak kolejne single „Runaway Daydreamer”, „Love Is a Camera” oraz „The Deer & the Wolf” nie weszły już na listę. Dwupłytowa edycja albumu ukazała się 3 listopada 2014 roku i zawierała zremiksowane wersje niektórych piosenek. Ellis-Bextor promowała Wanderlust koncertami głównie na terenie Wielkiej Brytanii, ale także m.in. w Rosji.

## Lista ścieżek
1. „Birth of an Empire” – 3:48
2. „Until the Stars Collide” – 3:39
3. „Runaway Daydreamer” – 4:00
4. „The Deer & the Wolf” – 3:54
5. „Young Blood” – 4:38
6. „Interlude” – 2:23
7. „13 Little Dolls” – 3:32
8. „Wrong Side of the Sun” – 3:50
9. „Love Is a Camera” – 4:13
10. „Cry to the Beat of the Band” – 3:38
11. „When the Storm Has Blown Over” – 3:31

## Notowania
| Kraj                              | Najwyższa pozycja | Certyfikat    |
| --------------------------------- | ----------------- | ------------- |
| Belgia (Ultratop Flandria)        | 132               |               |
| Belgia (Ultratop Walonia)         | 88                |               |
| Wielka Brytania (UK Albums Chart) | 4                 | srebrna płyta |